# Legespiel
Ein Legespiel ist ein Spiel, bei dem als Spielmaterial hauptsächlich Karten, Kärtchen oder festere Täfelchen verwendet werden, die dazu meist auf einem zuvor leeren Tisch ausgelegt werden.

## Geschichte
Älteste Quellen zum klassischen Legespiel Domino legen als Entstehungsland China nahe und als Zeitpunkt etwa 300 Jahre vor unserer Zeitrechnung. Zu der Kategorie zählen jedenfalls auch Legespiele mit Buchstaben und Bildern. Zählte man gar das Mosaik zu den Spielen, so wäre die Entstehung sogar 4000 Jahre zurück zu datieren.

## Ziele
Allen Legespielen gemein ist, durch das Auslegen das Spielziel zu erreichen, sei es nun ästhetisch oder strategisch. Meist werden die ausgelegten Teile nicht zurück- oder weggenommen und wenn doch, wird dadurch das Spielziel nicht berührt.
Gemeinsam ist allen Legespielen die Übersichtlichkeit und die meist gute Erkennbarkeit, da sie fast immer mit Symbolen, Punkten oder Zahlen gekennzeichnet sind. Bei manchen Spielen sind die Spielsteine so dick, dass sie auch auf dem Tisch aufgestellt werden können, damit der Mitspieler sie nicht einsieht auch verdeckt. Diesem Zweck dienen manchmal auch kleine Bänkchen, wo sie geordnet und sortiert werden. 
Das Auslegen geschieht meist nach vorgegebenen Regeln in Reihen, Folgen, Sequenzen oder auch nach vorgezeichneten Bildern. Für viele Varianten existieren inzwischen auch Reiseausführungen, sodass man sie oft problemlos transportieren kann. Das Auslegen auf dem Tisch oder dem Boden ist vom Platz her meist unproblematisch. Manchmal sind Legespiele und Kartenspiele inhaltlich nur schwer zu unterscheiden. Entscheidend sollte das Auslegen sein, das den Ausschlag zur Einordnung gibt. 

## Unterscheidung

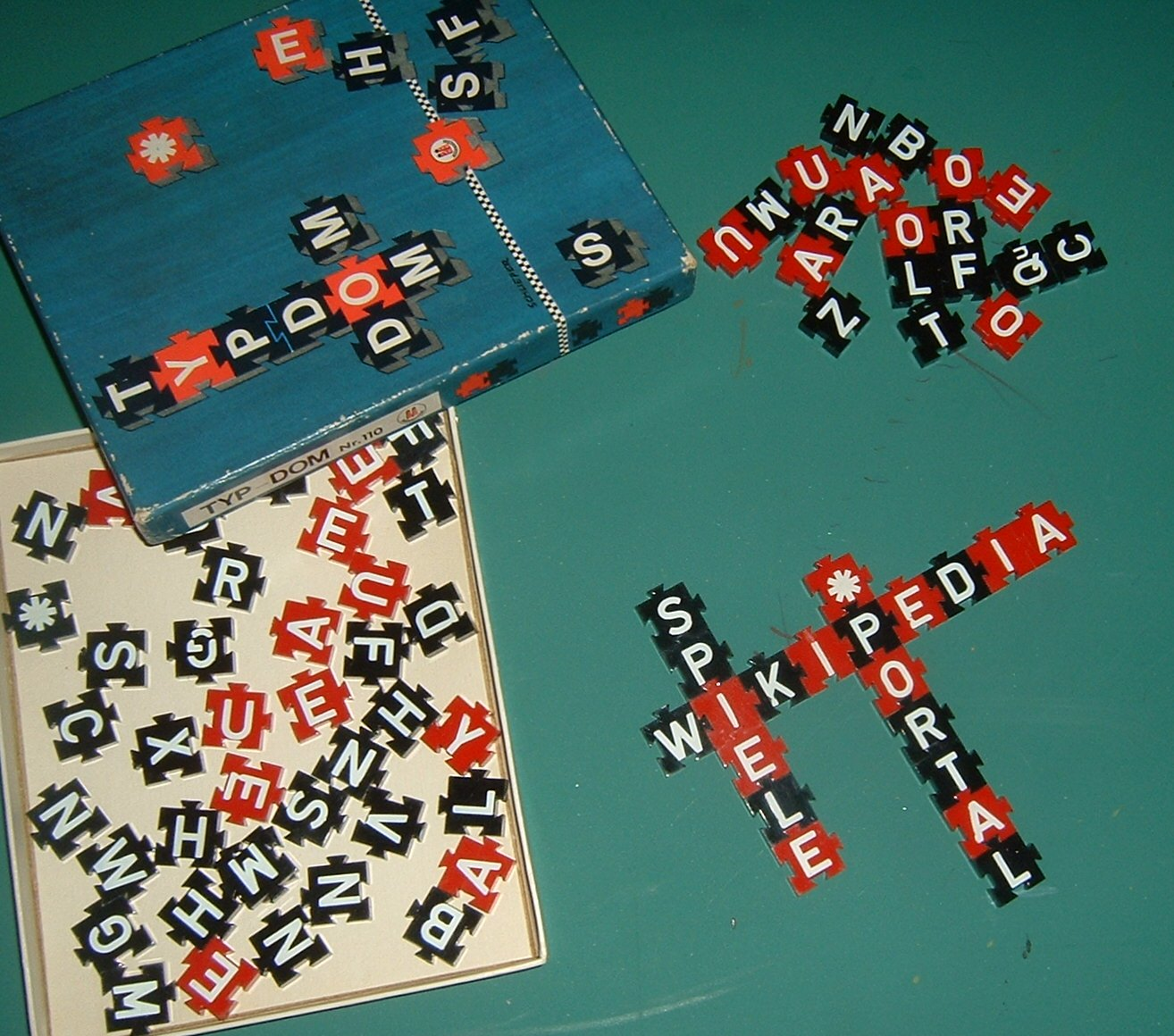
Buchstabenlegespiel Typ-Dom (Typen-Domino) von 1930

Erwin Glonnegger vom deutschen Spielearchiv in Marburg unterscheidet in seiner Klassifikation sieben Kategorien von Legespielen:
- Zeichenlegespiele: Dazu zählen Domino, Bilderdomino (für Kinder)
- Buchstabenlegespiele: Hier sind vor allem alle Arten von Kreuzworträtseln und deren Spielvarianten wie Typ-Dom von Franz Weigl 1930, Diamino von Madeleine Janssens 1935 und Scrabble 1938 zu nennen.
- Zahlenlegespiele: Rummikub und Rechendomino sind bekannte Vertreter dieser Art von Legespielen.
- Taktische Legespiele: Dazu zählen neben Mah-Jongg, Maestro und Ogallala auch Café International, Rommé, Canasta und Elfer raus!
- Lottospiele werden als Legespiel hauptsächlich noch im Kinderbereich als Bilderlotto genutzt.
- Figurenlegespiele wie Tangram oder das T-Puzzle
- Bilderlegespiele sind in Puzzlespielen, so auch das Häschenspiel und andere vertreten.

Teilweise finden sich Legespiele in mehreren Spielarten. So zeigen sie sich oft mit Denkspielen oder Glücksspielen verbunden.

### Abgrenzung
Ähnlich wie bei Legespielen, wird bei Brettspielen der Spielart Dungeon Crawler der Spielplan häufig durch das Anlegen weiterer Teile des Dungeons erweitert. Dadurch wird das schrittweise Erkunden des Dungeons durch die Spieler dargestellt. Solche Dungeon Crawler werden aber nicht zu den Legespielen gezählt, da diese Erweiterung des Spielplans nicht ihre kennzeichnende Spielmechanik ist.